# Romagnese
Romagnese ist eine norditalienische Gemeinde (comune) mit 541 Einwohnern (Stand 31. Dezember 2023) in der Provinz Pavia in der südwestlichen Lombardei. Die Gemeinde liegt etwa 41 Kilometer südsüdöstlich von Pavia im Val Tidone am Tidone in der Oltrepò Pavese, gehört zur Comunità montana Oltrepò Pavese und grenzt über den Passo del Penice unmittelbar an die Provinz Piacenza (Emilia-Romagna).

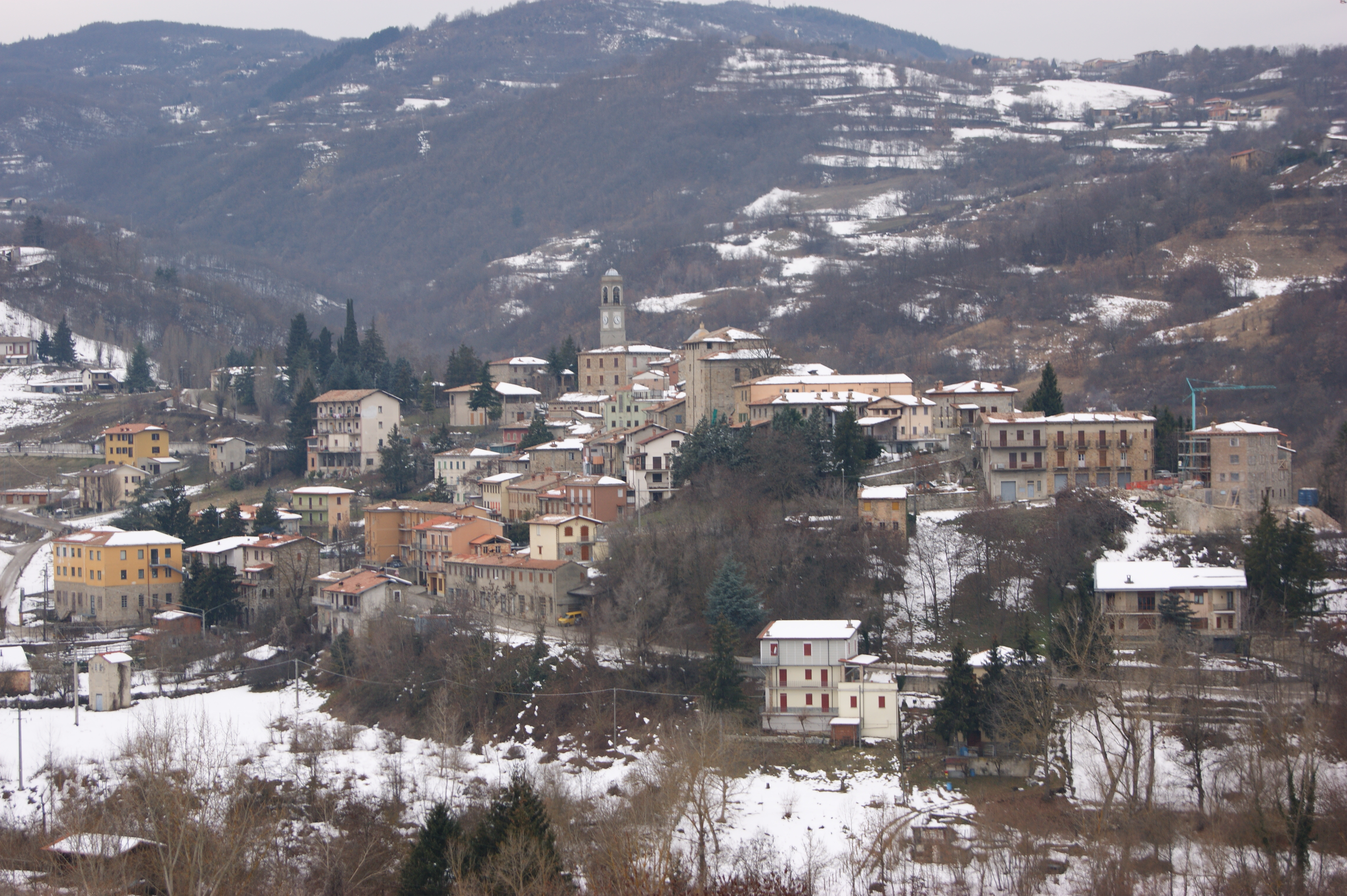
Panorama von Romagnese

## Verkehr
Durch die Gemeinde führt die frühere Strada Statale 412 della Val Tidone (heute eine Provinzstraße) von Mailand bis nach Bobbio.